# Schistura caudofurca
Schistura caudofurca es una especie de peces de la familia Balitoridae en el orden de los Cypriniformes.

## Morfología
• Los machos pueden llegar alcanzar los 8,1 cm de longitud total.

## Distribución geográfica
Se encuentra en Laos, China y Vietnam.

## Hábitat
Es un pez de agua dulce.